# ارنگه
ارنگه بزرگ که در ۱۵ کیلومتری جاده چالوس که داری ۷ روستا است از توابع بخش آسارا شهرستان کرج در استان البرز ایران است. اولین روستای این منطقه به اسم ارنگه می‌باشد و بقیه روستاها به ترتیب قید می‌شود ابهرک، جوراب یا گورآب، سرزیارت، جی که در محاوره روستایی منطقه به آن گی گفته می‌شود، سیجان و آخرین روستای ارنگه بزرگ خور است که پیست اسکی خور در آن قرار دارد.
از جمله مکان‌های دیدنی منطقه ارنگه، آبشار خور، دره هفت چشمه گی و پیست اسکی خور است که جهت دسترسی به منطقه ارنگه، پس از ورود به جاده چالوس از سمت کرج در کیلومتر ۱۵، در جهت راست تابلویی است که شما را به سمت این روستا ارنگه هدایت می‌کند که از داخل این روستا می‌توانید به روستاهای دیگر هم بروید ولی مقداری دشوار است. ولی برای راحتی راه باید دو کیلومتر جلوتر از روستای ارنگه اگر از وردی خوزنکلا وارد شده و جاده دست راستی قبل وارد شد به روستا را ادامه بدهید راحت‌تر به روستاهای ارنگه بزرگ دسترسی خواهید داشت.
زبان اصلی مردم ارنگه و روستاهای منطقه زبان فارسی با لهجه خاص این منطقه است. از دیرباز نام ارنگه به سیب بسیار خوش طعم آن و چشم‌انداز زیبا و مردمان مهربان آن مشهور بوده است.

## موقعیت روستای ارنگه
روستایی زیبا و خوش آب و هوا و با تاریخی کهن در ۱۸ کیلومتری شهرستان کرج قرار دارد. محله کالارگر یکی از محلات این روستا می‌باشد. این روستا دارای قبرستان قدیمی می‌باشد که به وضوح می‌توان سنگ‌های بسیار قدیمی و کهن را مشاهده کرد. تپه‌ای به نام کارنه در این روستا وجود دارد که بسیار تاریخی و با قدمت زیادی می‌باشد.
منبر مسجد محله قاضی بر اساس کارشناسی میراث فرهنگی قدمتی ۷۰۰ ساله دارد.
ارنگه دارای باغات بسیاری می‌باشد که از مهم‌ترین میوه‌های آن به سیب زرد، گیلاس، آلبالو، گردو، گلابی و توت می‌توان اشاره کرد. لازم است ذکر شود فاصله ارنگه تا خیابان اصلی (جاده چالوس)۲ کیلومتر می‌باشد که آسفالت می‌باشد. در حال حاضر ارنگه بزرگ به صورت دهکده‌ای زیبا و خانه‌هایی ویلایی بوده و قیمت زمین در آن به‌طور فزاینده رو به افزایش است و روستا دارای آب برق تلفن و گاز بوده و نهری بسیار زیبا از میان آن می‌گذرد.
در ابتدای جاده روستا محلی به نام هفت چشمه وجود دارد که با آبشار زیبا و مناظر رؤیایی شهرتی ملی پیدا نموده ولی متأسفانه با عدم رعایت برخی گردشگران رو به ویرانی می‌باشد.

## جمعیت
این روستا در ۱۵ کیلومتری کرج مرکز استان البرز قرار داشته و براساس سرشماری سال ۱۳۹۰ جمعیت آن ۳۰۲ نفر (۱۰۰ خانوار) بوده است..
ارنگه شامل روستاهای: گوراب، ابهرک، سیجان، سرزیارت، جی، چاران و خور می‌باشد که به مجموعه آن‌ها ارنگه و به مرکز آن‌ها ارنگه بزرگ می‌گویند.
ارنگه از دیر باز مرکز حکومتی منطقه بوده و بخش آسارا یکی از توابع ارنگه بوده و در اسناد ثبتی آن به عنوان دهستان ارنگه جزو منطقه ۵ تهران درج گردیده است. 
در سال ۱۳۰۴ کرج، ۸۰۰ نفر جمعیت داشته و روستای ارنگه بزرگ به تنهایی دارای ۴۹۸ نفر جمعیت بوده است.

## نگارخانه

### تصاویری از گورستان تاریخی روستای ارنگه

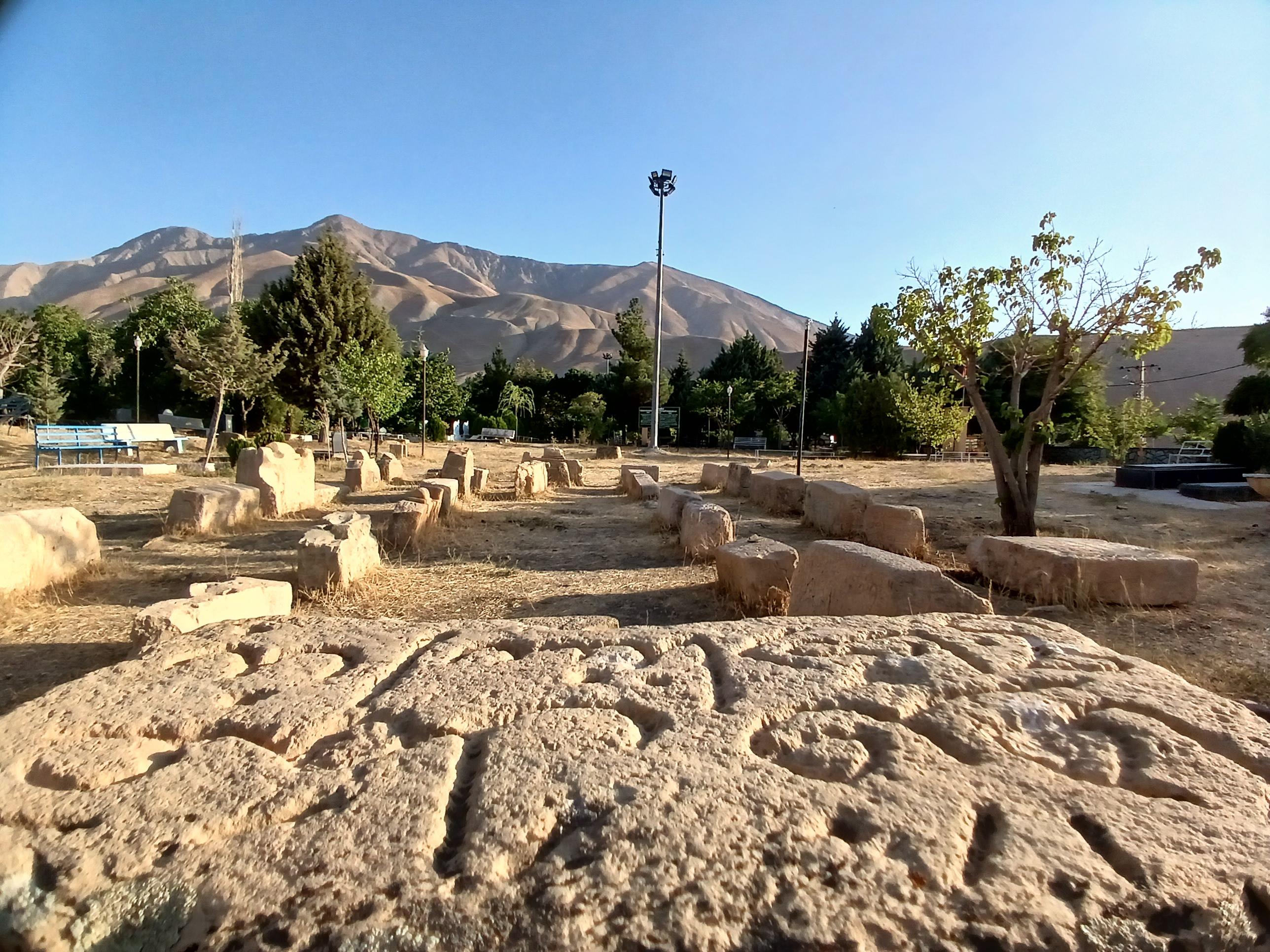
این گورستان بقولی تاریخی چند هزار ساله دارد! و سنگ مزارهای کهن درون آن، عمری حداقل چند صد ساله دارند
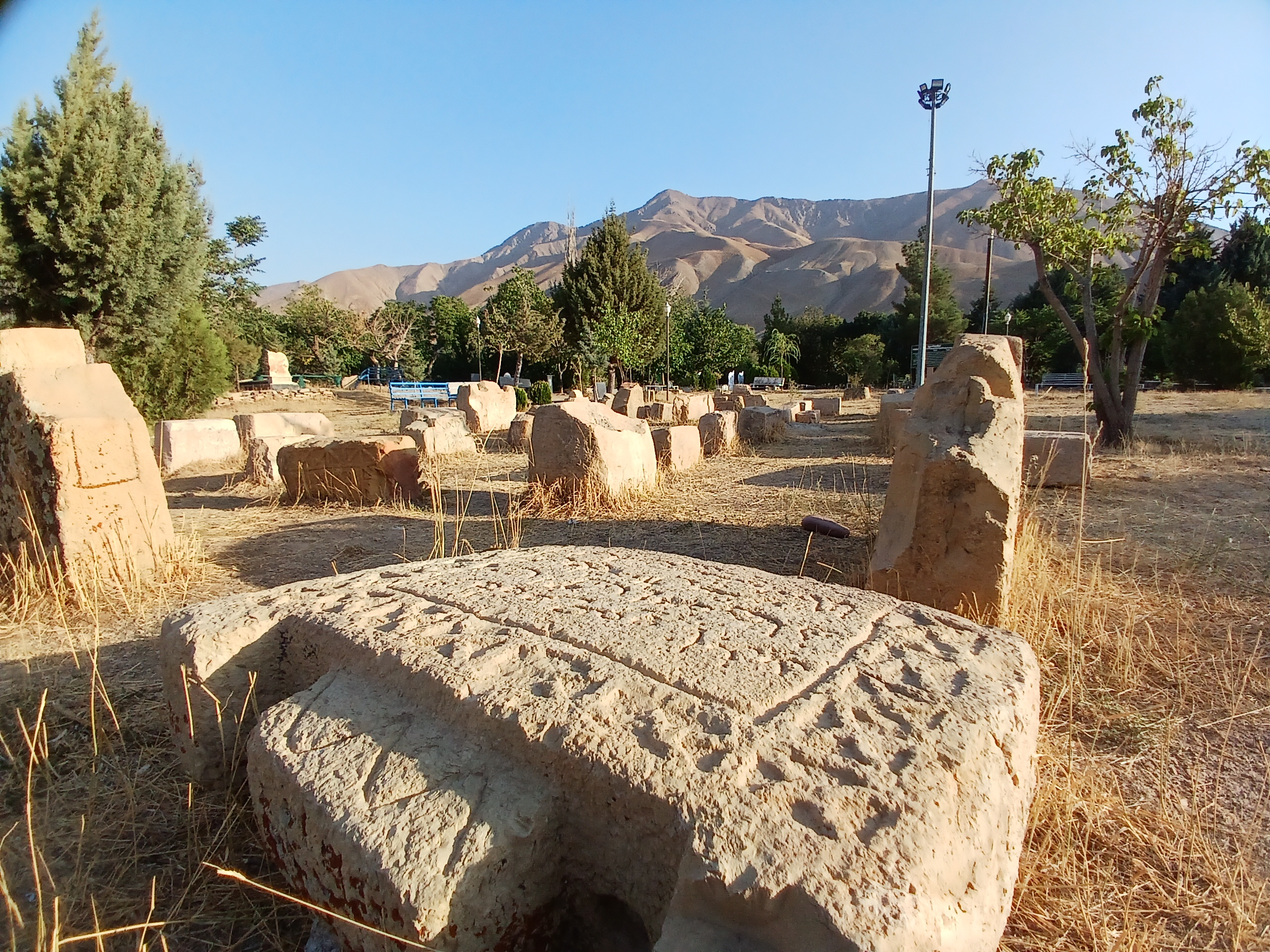
گورستان قدیمی روستا، کمی بالاتر از ورودی آن قرار گرفته و سنگ مزارهای چند صد سالهٔ اش در میان محوطهٔ آن جای دارند
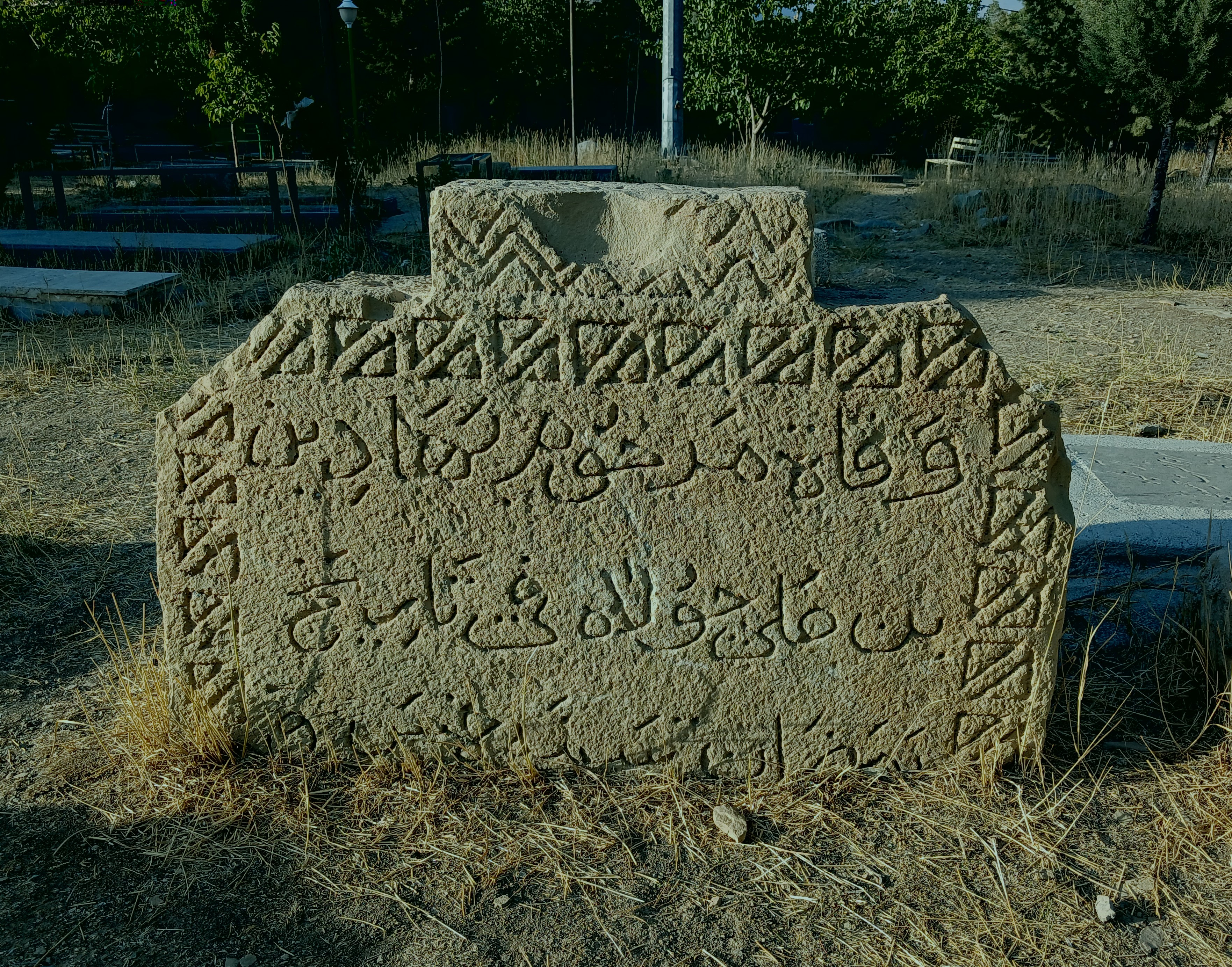
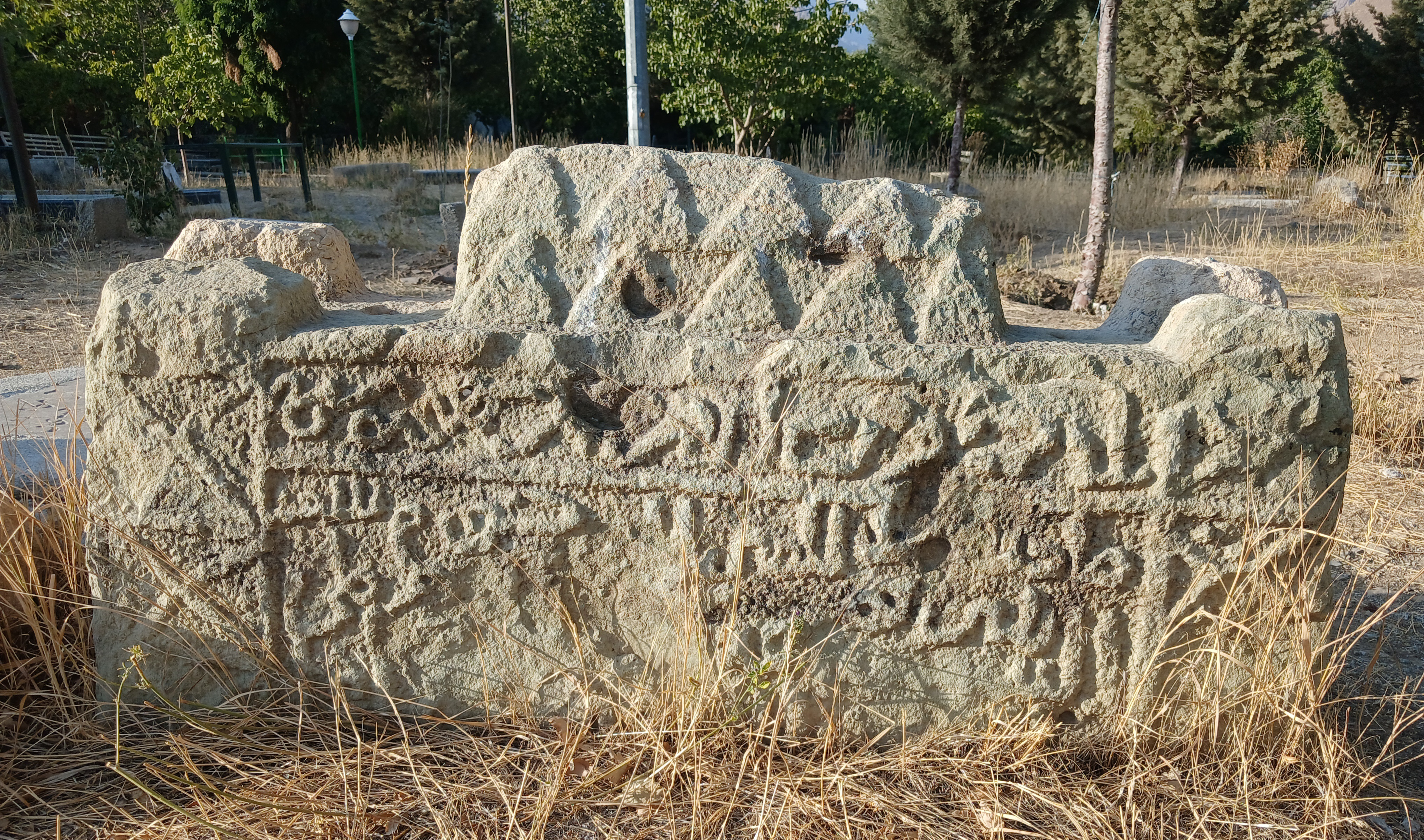
در این سنگ مزار تاریخی، بخوبی می‌توان عنصر مهم کوه را در زندگی و حتی مرگ اهالی این روستای کوهستانی مشاهده کرد: اشکال مثلث شکل بر بالای سنگ، نشان از کوهستان و زنجیروار بودن آنها نیز نشانی از رشته‌کوه البرز می‌باشد که روستا در میان آن ساخته شده است
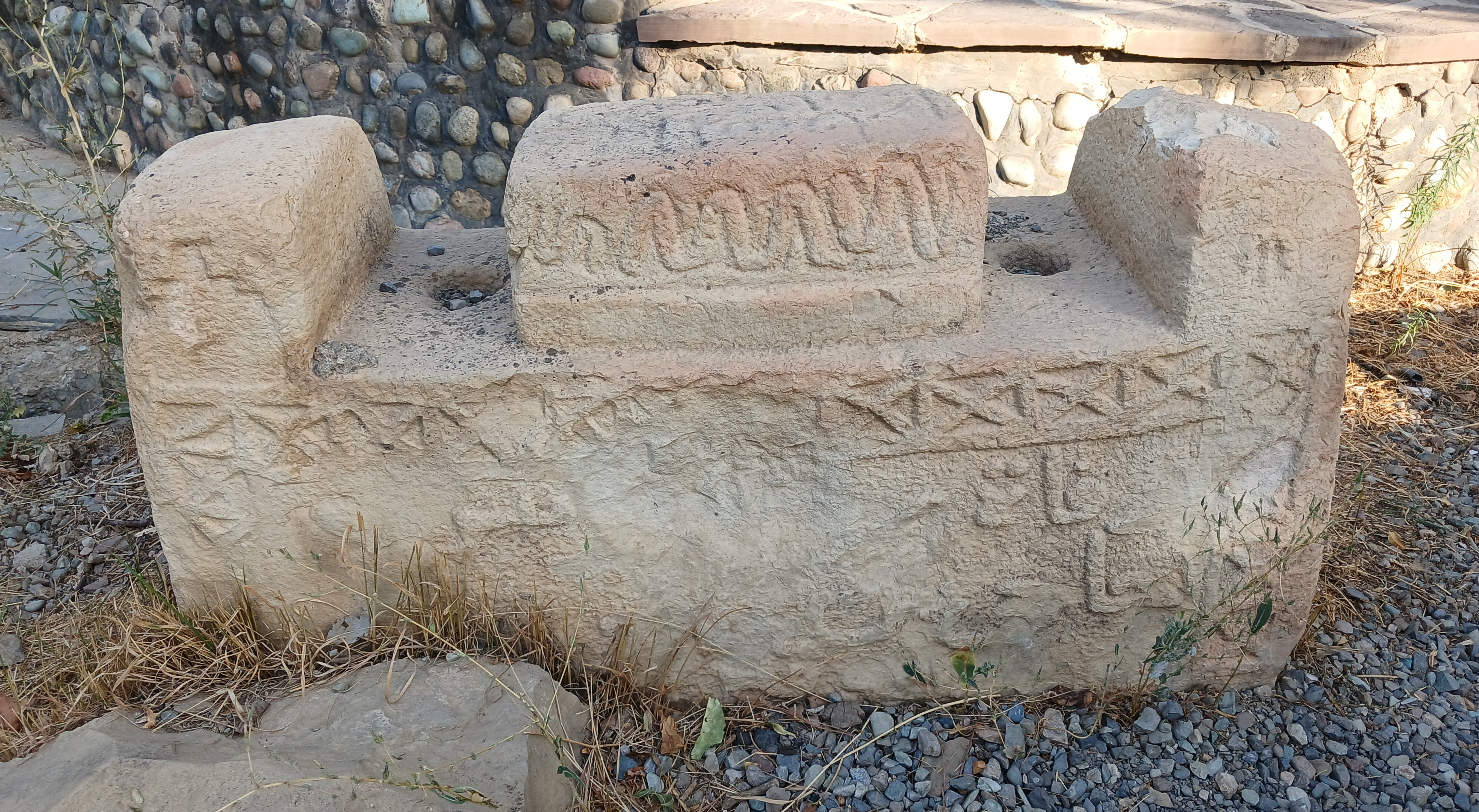
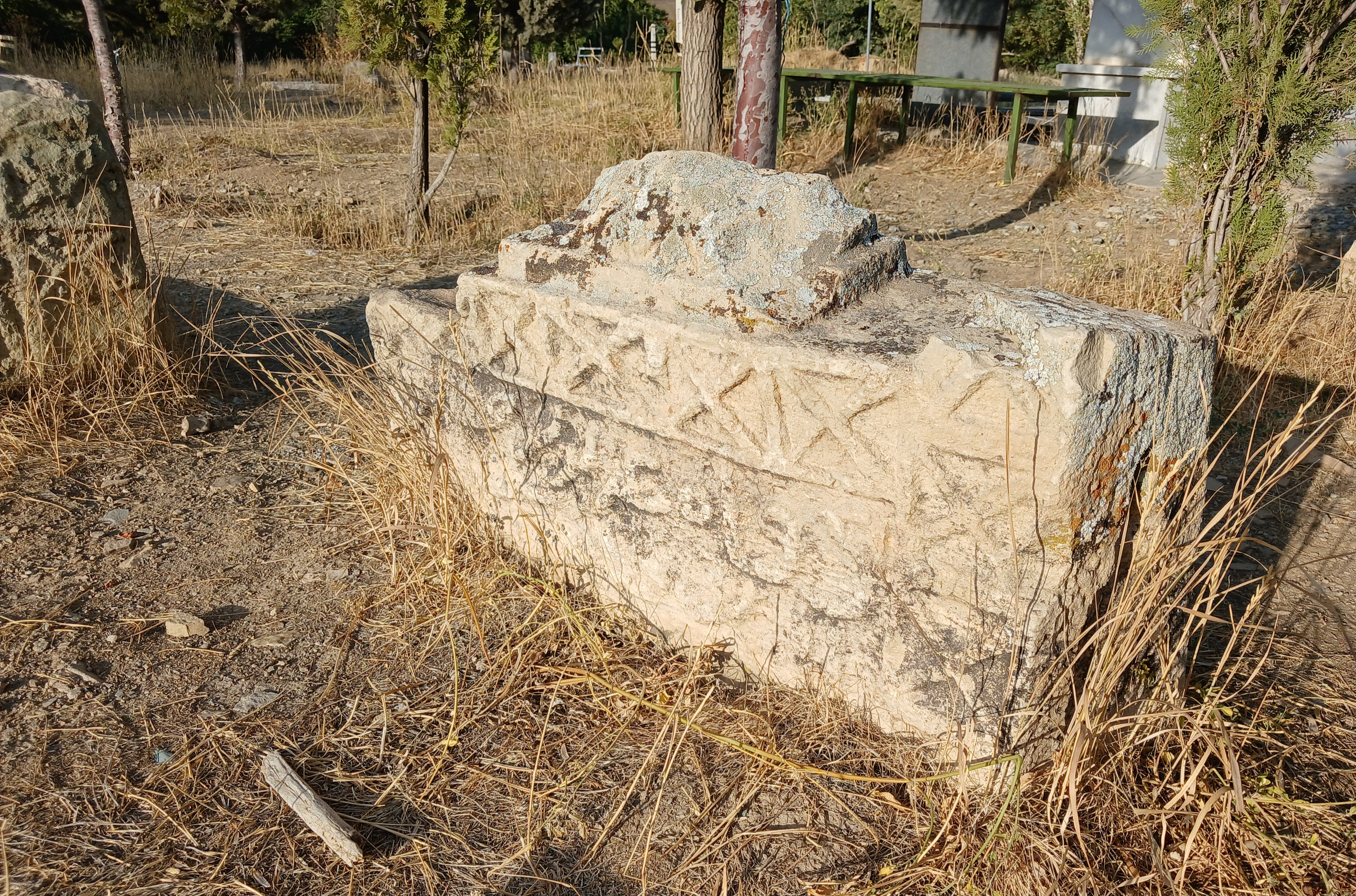
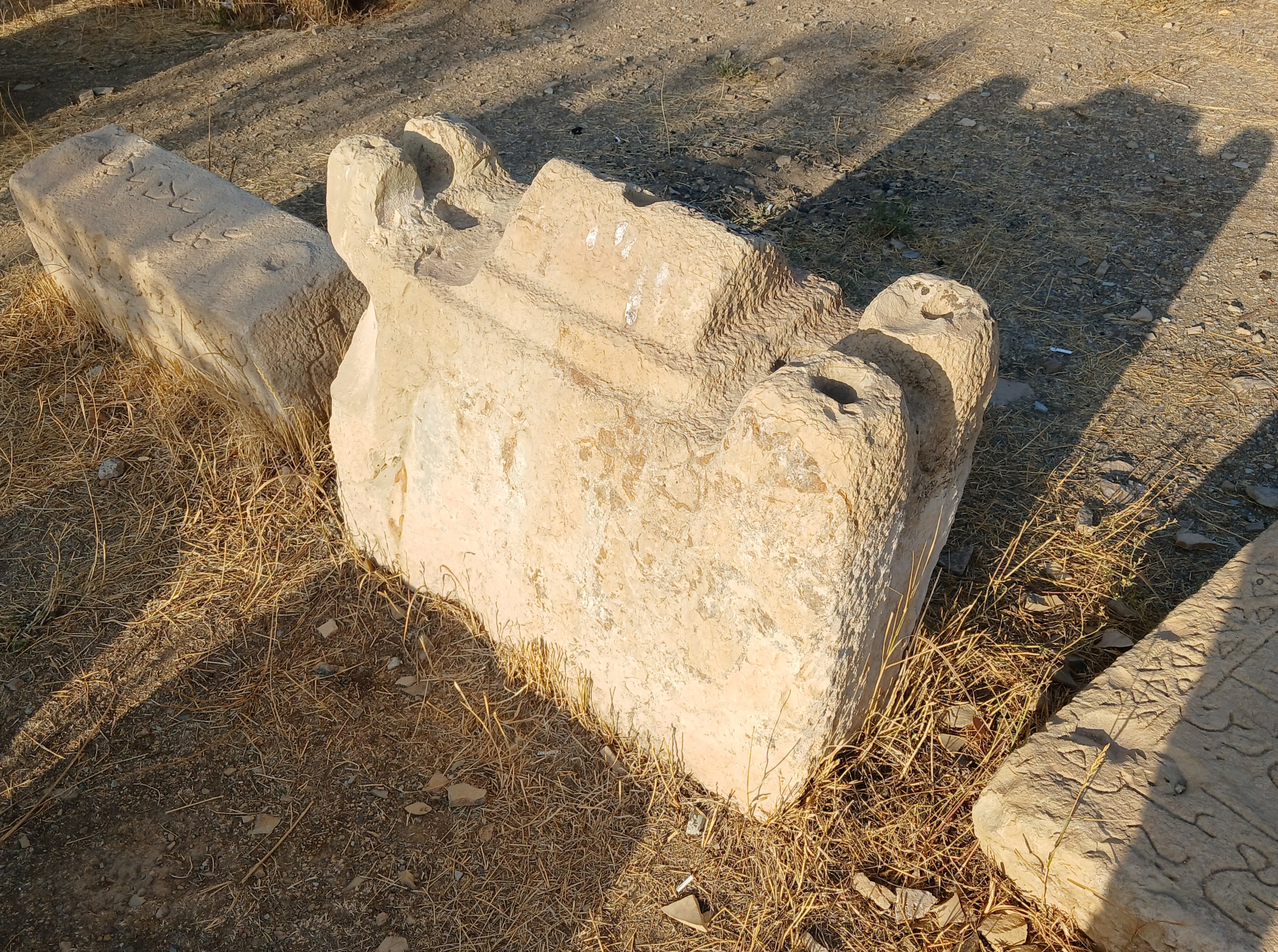